# Zygmunt z Bobowej
Zygmunt Bobowski herbu Gryf (zm. 1444–1447) – sędzia krakowski w 1436 roku, podsędek krakowski w latach 1431–1436, burgrabia krakowski w latach 1430–1444. Uczestnik bitwy pod Grunwaldem.